# Cratere Cantoura
Cantoura  è un cratere sulla superficie di Marte.